# ميشيل روش
ميشيل روش (بالفرنسية: Michel Roche)‏ هو لاعب فروسية استعراضية ‏ فرنسي، ولد في 8 سبتمبر 1939 في برونوي في فرنسا، وتوفي في 11 يونيو 2004 في فونتينبلو في فرنسا.

## وصلات خارجية
- ميشيل روش على موقع أوليمبيديا (الإنجليزية)